# Jackson Showalter
Jackson Whipps Showalter (Minerva, Ohio, 4 de febrero de 1860-Lexington, Kentucky, 6 de febrero de 1935) fue un ajedrecista estadounidense, cinco veces Campeón de Estados Unidos: 1890, 1892, desde 1892 hasta 1894, 1895-1896 y de 1906 a 1909.

## Encuentros destacados
Ganó encuentros por el campeonato de Estados Unidos contra S. Lipschütz (dos veces), Max Judd y Albert Hodges. Perdió encuentros por el mismo título contra Lipschütz, Max Judd, Harry Nelson Pillsbury, y Frank James Marshall.
Era conocido como "The Kentucky Lion" (El león de Kentucky), debido a su peinado, ya que llevaba una espesa cabellera, y quizás también a su fuerza de juego.

## Contribución a la teoría del ajedrez
Ha dado nombre a una variante del Gambito de Dama Aceptado (1. d4 d5 2. c4 dxc4 3. Cc3).
Además, la conocida como "Maniobra simplificadora de Capablanca" en la variante ortodoxa del Gambito de Dama Rechazado (1.d4 d5 2.c4 e6 3. Cc3 Cf6 4. Ag5 Ae7 5. e3 Cbd7 6. Cf3 0-0 7. Tc1 c6 8. Ad3 dxc4 9. Axc4 Cd5) fue, de hecho, empleada por Showalter en la década de 1890, muchos años antes que José Raúl Capablanca la jugara.